# ویتلند (داکوتای شمالی)
ویتلند(به انگلیسی: Wheatland) شهری در ایالت داکوتای شمالی کشور ایالات متحده آمریکا است که جمعیت آن در سرشماری سال ۲۰۱۰ میلادی، ۶۸ نفر بوده‌است.